# David Jürgen von Graevenitz
David Jürgen von Graevenitz (zweiter Vorname auch: Georg, Gürgen, Görgen; * 10. November 1680 auf Gut Schönberg; † 30. März 1757 in Küstrin) war ein preußischer General der Infanterie und Gouverneur von Küstrin. Zudem war er Chef des Infanterieregiments Nr. 20, Ritter des Ordens Pour le Mérite sowie Erbherr auf Losenrade und Schönberg.

## Leben

### Herkunft
Er war der Sohn von Georg Christoph von Graevenitz (1630–1699) und Sophia Katherina, geborene von Krusemark (* 23. März 1642; † 16. Dezember 1681). Sein Vater war Erbherr auf Losenrade und heiratet nach dem Tod seiner ersten Frau Barbara Katharine von Bayern aus dem Haus Parchen. Aus der Linie entstammt der preußische General Friedrich August von Graevenitz (1730–1809).

### Militärkarriere
Graevenitz wurde von Hauslehrern erzogen und auf den Militärdienst vorbereitet. So kam er 1695 als Musketier in das Regiment des Kurprinzen. Nach dem Frieden von Ryswick 1697 wurde er Fähnrich und kam in das Regiment „Lottum“ Nr. 15.
Im Spanischen Erbfolgekrieg nahm er an der Belagerung von Kaiserswerth, Landau und Menen teil. Zwischenzeitlich war er am 10. April 1703 Leutnant geworden. 1704 in der Schlacht bei Hochstädt konnte er sich auszeichnen. So wurde er am 11. Januar 1707 Stabskapitän. Am 11. Mai 1708 erhielt er als Kapitän eine eigene Kompanie (Militär) im Regiment des Kronprinzen. Mit dieser Kompanie kämpfte er in der Schlacht bei Oudenaarde, sowie bei der Eroberung von Lille (Ryssel). Danach war er bei den Kämpfen um Winnenbuel, Gent, Dornik, Malplaquet und Mons dabei. Er hielt sich wacker und wurde am 11. Juni 1710 zum Major befördert. Bis zum Frieden von Utrecht 1713 nahm er noch an den Belagerungen von Douary, Aire, Landrecy teil. Dabei wurde er mehrfach verwundet. Seine schwerste Verletzung war ein Schuss in das rechte Auge, so dass die Kugel über das linke Auge wieder herausgeschnitten werden musste. Die Operation glückte und wurde von dem bekannten Doktor Eisenbarth durchgeführt. Am 10. Februar 1713 wurde er Oberstleutnant. Anschließend zog mit der Truppe in den Pommernfeldzug 1715/16. Am 8. Juni 1715 wurde er von König Friedrich Wilhelm I. (Preußen) zum Oberst ernannt und kam zum Regiment „von Bork“ Nr. 29 nach Magdeburg. 1731 bekam er das Regiment Nr. 20 und am 20. Juni 1736 wurde er zum Generalmajor ernannt. Nach dem Tod des Generalleutnant von der Golz bekam er die Kommandeursstelle in Magdeburg.
Im Schlesischen Krieg kämpfte er am 10. April 1740 in der Schlacht bei Mollwitz. Am 4. Juli 1741 wurde er zum Generalleutnant ernannt und erhielt das Infanterieregiment Nr. 40. Wegen seines Alters dimittierte er am 24. Juli 1743. Er blieb weiter Kommandeur von Magdeburg, bis er am 23. Juli 1747 zum Gouverneur von Küstrin ernannt wurde. Der König verfügte, dass sein Nachfolger als Regimentschef ihm eine lebenslange Pension von 2000 Talern zu bezahlen hatte. Zwischenzeitlich wurde Graevenitz am 16. Januar 1745 General der Infanterie. Von diesem Posten als Gouverneur wurde er am 7. September 1752 enthoben.

### Familie
Graevenitz war seit 1723 mit Maria Louise von Ramin, verwitwete von Holtzendorff († 27. Juni 1744) verheiratet. Sie war die Tochter von Erdmann Christian von Ramin († 1702) und der Barbara Sabina von Sack (* 3. April 1698; † 24. April 1727). Mit ihr hatte er sieben Töchter und einen Sohn, darunter:
- Friedrich Wilhelm († 22. November 1757 bei Breslau), preußischer Leutnant im Regiment Garde
- Johanna Sophia (* 15. Dezember 1731 in Magdeburg) ⚭ Eberhard Freiherr von Gemmingen-Rappenau[3] († 9. August 1757 bei Aussig), preußischer Oberstleutnant und Kommandeur eines Grenadierbataillons
- Luise Katharina ⚭ 1746 Johann Christoph von Wegnern (1702–1774), preußischer Oberst, Erbherr auf Liekeim
- Sophie Luise ⚭ Hartwig Georg von Burghagen, preußischer Premierleutnant